# Casa de Segorbe
A Casa de Segorbe é uma casa nobre espanhola, oriunda da Coroa de Aragão. Teve início em 1436, quando Afonso V, o Magnânimo, concedeu ao seu irmão, o infante Henrique, duque de Villena, o senhorio de Segorbe (no reino de Valência) e o condado de Ampúrias (no principado da Catalunha). O senhorio foi elevado a ducado de Segorbe em 1475.
O casamento de Afonso de Aragão e Sicília, 2º duque de Segorbe, com Joana de Cardona, 3ª duquesa de Cardona, uniu estas duas casas ducais. Em 1575 ambas foram incorporadas à Casa de Comares e, em 1676, todas as três foram incorporadas à Casa de Medinaceli.